# Невада-Сити (Калифорния)
Невада-Сити — город в округе Невада, штат Калифорния, США. Центр округа.

## История
Первые поселения на месте города возникли в 1849 году в эпоху Калифорнийской золотой лихорадки. Золотой туннель на северной стороне Deer Creek был первым рудником, эту россыпь нашли в 1850 году. Там же, на Deer Creek, в августе 1850 года был поставлен лесопильный завод Lewis & Son с водяным колесом.
В 1850—1851 гг Невада был одним из важных городов среди золотодобыващих округов Калифорнии.
Статус города был получен 19 апреля 1856 года. Приставку Сити стали добавлять к имени города с 1864 года для того, чтобы исключить путаницу с соседним штатом.
Невада-Сити поглотил бывший город Coyoteville, ныне это северо-западная часть Невада-Сити.
Многие объекты в городе включены в Национальный реестр исторических мест США. Например здесь есть один из старейших отелей к западу от Скалистых гор — National Exchange Hotel. А всего таких объектов в округе — 23.

## География
Город Невада-Сити расположен в 97 км к северо-востоку от столицы штата — города Сакраменто.
Общая площадь города 5,677 км², из них 5,667 км² земель и 0,01 км² вода.

## Демография
По состоянию на 2010 год по данным переписи населения США численность населения составляла 3068 человек. Плотность населения 540,4 человек на км². Расовый состав: 92,5 % белые, 1,5 % азиаты, 0,8 % чернокожие, 0,9 % коренных американцев, 1,3 % другие расы, 3 % потомки двух и более рас.
По состоянию на 2000 год медианный доход на одно домашнее хозяйство в городе составлял $36667, доход на семью $46149. У мужчин средний доход $32070, а у женщин $29183. Средний доход на душу населения $22399. 1,7 % семей или 7,9 % населения находились ниже порога бедности, в том числе 2,5 % молодёжи младше 18 лет и 3,8 % взрослых в возрасте старше 65 лет.